# Pockwitz (Druckerei)
Die Hof-Buchdruckerei sowie der Verlag Pockwitz waren  im 18. und 19. Jahrhundert über Generationen familiengeführte Unternehmen in Hannover und Stade. Im 20. Jahrhundert wurde der Verlag in Stade von Karl Krause übernommen.

## Geschichte

### Hieronymus Michael Pockwitz
Der Firmengründer Hieronymus Michael Pockwitz (* 1723 in Erfurt; † 26. März 1799 in Hannover) lässt sich ab 1749 als selbständiger Drucker in Hannover nachweisen. Elf Jahre später hatte er dort, in der Nachfolge des Georg Heinrich Lorenz Reuther, 1758 den Titel eines Hofbuchdruckers inne.
Von 1756 bis 1764 arbeitete Pockwitz mit Johann Albrecht Barmeier zusammen, einem Drucker und Verleger in Göttingen.
Pockwitz war verheiratet mit (der Autorin) Mar. Gertr., die die Tochter Rosine Catharine Louise gebar, die spätere Witwe Völker. 1787 findet sich darüber hinaus ein Hinweis auf „W. Pockwitz, jun“.

### Die Nachfolger
Nach dem Tode von Hieronymus Michael Pockwitz übernahm laut Europeana „die Witwe von Hieronymus Michael [...] offensichtlich einen kleineren Teil von dessen Druckerei, während der größere Teil an den [jüngeren] Sohn  Ludwig Pockwitz (1773–1839) ging“ Anstelle des Verstorbenen wurde im Jahr 1800 nun jedoch Johann Thomas Lamminger, der erste Herausgeber des ab 1798 erschienenen Adressbuchs der Stadt Hannover, zum Hofbuchdrucker ernannt.
Ab 1835 verlegte A. Pockwitz in Hannover und Stade, 1893 als Verlag der A. Pockwitz'schen Buchhandlung in Stade, mindestens 13 Auflagen des Kochbuchs der Gastronomin Sophie Armster.
Über August Ludwig Pockwitz (* 1811) in Hannover, der 1862 als Commercien-Kommissär, Buchdruckereibesitzer und Verlagshändler in der Leinstraße 18 firmierte, veröffentlichte Adolph Görling 1842 sein Buch Hannover.
Im 20. Jahrhundert hatte Karl Krause die Druckerei in Stade übernommen, führte das Unternehmen jedoch unter dem Namen „A. Pockwitz Nachf. Karl Krause“ weiter.

## Werke

### Drucke
- Ab 1750:
  - David Clement: Bibliotheque Curieuse Historique Et Critique, Ou Catalogue Raisonné De Livres Dificiles A Trouve[12] (etwa: Bibliothek merkwürdiger und kritischer Geschichten, oder Katalog gewidmet selten zu findender Bücher)
    - Teil 1–3, 1750 bis 1752: Verlag Johann Wilhelm Schmid, Göttingen[12]
    - Teil 4–5, 1753 und 1754: Verlag Johann Wilhelm Schmid, Hannover[12]
    - Teil 6, 1756: Verlag Johann Friedrich Gleditsch, Leipzig[12]
    - Die Teile 7–9 erschienen ebenfalls bei Gleditsch, wurden aber von Heinrich Ernst Christoph Schlüter gedruckt.[12]
- 1787: Friedrich Ehrhart: Verzeichniss der Bäume und Sträuche, welche sich auf der Königl. Plantage zu Herrenhausen bei Hannover befinden, 1787, „gedruckt bei W. Pockwitz, jun.“[9]
- 1788: Friedrich Ehrhart: Beiträge zur Naturkunde, und den damit verwandten Wissenschaften, besonders der Botanik, Chemie, Haus- und Landwirthschaft, Arzneigelahrtheit und Apothekerkunst / Von Friedrich Ehrhart, Königl. Grossbritt. und Churfürstl. Braunschweig-Lüneburgischen Botaniker, Mitglied der Gesellschaft naturforschender Freunde in Berlin, „Hannover und Osnabrück, im Verlage der Schmidtischen Buchhandlung. 1788. - Im Kolophon: Hannover, gedruckt bei W. Pockwitz, jun“[9]
- 1919: Hans Grashoff: Denkschrift über die Volkshochschule im Regierungs-Bezirk Stade, Druck: Stade: A. Pockwitz Nachf. Karl Krause, 1919[4]

### Verlagswerke

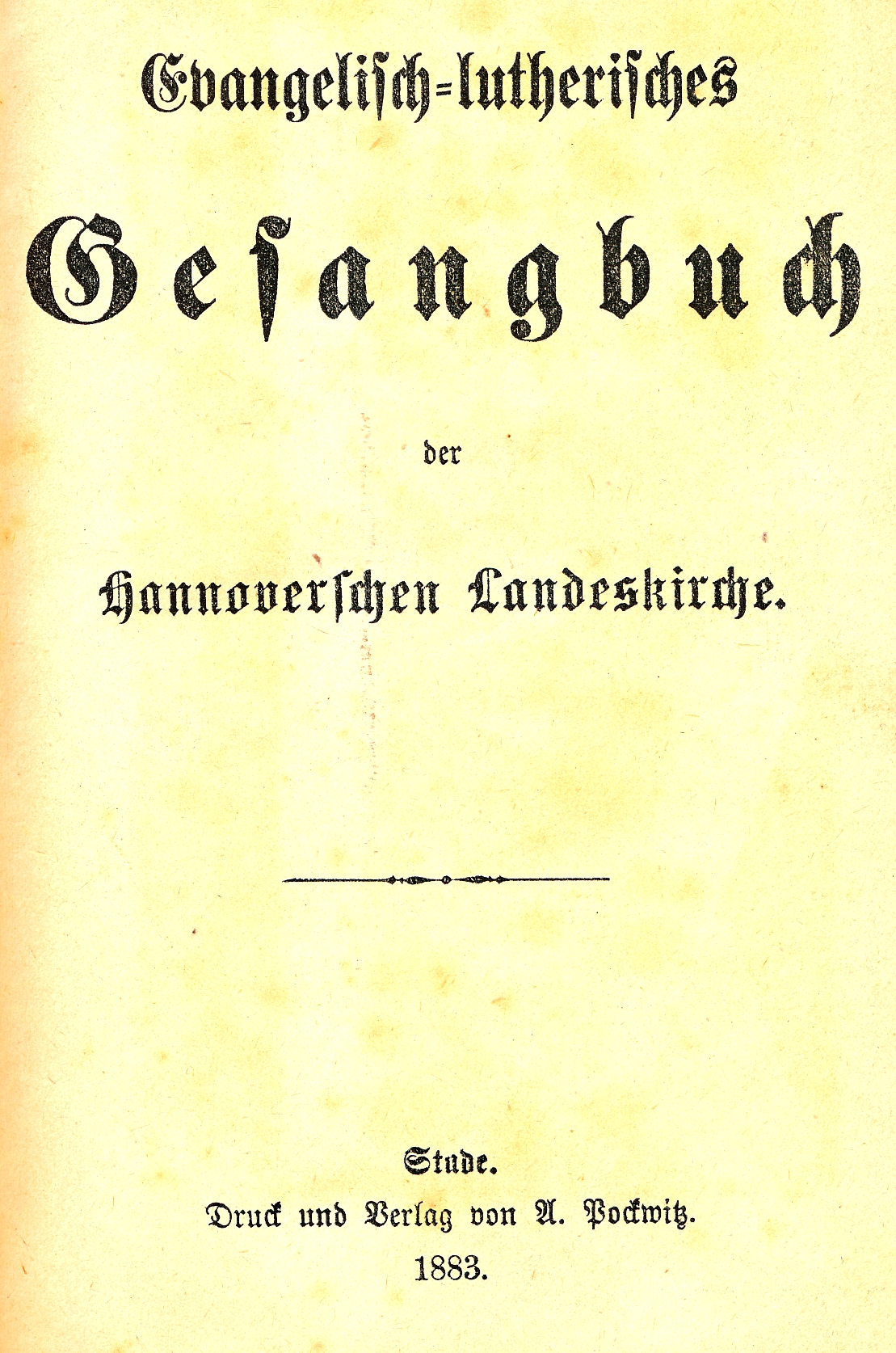
Evangelisch-lutherisches Gesangbuch der Hannoverschen Landeskirche, Pockwitz, Stade 1883 (Titelseite)

- 1788: Neues militärisches Journal, Zweytes Stück, 1788, 276 Seiten („Fortsetzung der neuen Taktik des verstorbenen regierenden Grafen Wilhelm von Schaumburg-Lippe ...“)[2]
- 1788–89: Johann Christoph Fröbing: Die Bürgerschule. Ein Lesebuch für die Bürger- und Landjugend, Bd. 1–2, Hannover: Pockwitz[2]
- 1793: Adolph Freyherrn Knigge: Briefe auf einer Reise aus Lothringen nach Niedersachsen geschrieben, hrsg. von Adolph Freyherrn Knigge, Hannover, Osnabrück: Ritscher; Hannover: Pockwitz[2]
- 1814: Adolph von Hake: Dienst-Vorschriften für das Husaren-Regiment Herzog von Cumberland, Pockwitz Hannover[13]
- 1835: Sophie Amster: Neues auf vieljährige praktische Erfahrung gegründetes Kochbuch oder: Gründliche Anweisung zum Kochen und Braten zur Bereitung der Backwerke, Cremes, Gelees, Getränke, u.s.w. und alle Arten Früchte einzumachen, ein Handbuch für Hausfrauen, Haushälterinnen und angehende Köchinnen, Hannover und Stade: Pockwitz 1835[3]
- 1851: Deutsche Arbeiterhalle,[14] 26 Ausgaben der sozialistischen Wochenschrift von Ludwig Stechan und Adolf Mensching[15]
- 1883 Evangelisch-lutherisches Gesangbuch der Hannoverschen Landeskirche, Pockwitz, Stade 1883
- 1893: Sophie Amster: Kochbuch von Sophie Armster (weiland Gastwirthin zur „Stadt London“ in Stade): Neues auf vieljährige Erfahrung gegründetes Kochbuch für die bürgerliche, wie für die feinere Küche. Gründliche Anweisung zum Kochen und Braten, zur Bereitung der Backwerke, Cremes, Gelees, Getränke etc. und zum Einmachen aller feinen Früchte. Mit einem Anhange enthaltend Arrangements zu kleinen und größeren Gesellschaften und einen Küchenzettel, nach Jahreszeiten geordnet. Ein Handbuch für Hausfrauen, Haushälterinnen und angehende Köchinnen, 13. Auflage, Stade: Verlag der A. Pockwitz'schen Buchhandlung, 1893